# Condado de Union (Nuevo México)
El condado de Union es uno de los 33 condados del Estado estadounidense de Nuevo México. La sede del condado es Clayton, y su mayor ciudad es Clayton. El condado posee un área de 9.922 km² (los cuales 2 km² están cubiertos por agua), la población de 4.174 habitantes, y la densidad de población es de 0,5 hab/km² (según censo nacional de 2000). Este condado fue fundado en 1893.